# Alfred Kelbassa
Alfred Kelbassa, ps. „Freddy” (ur. 21 kwietnia 1925 w Gelsenkirchen, zm. 11 sierpnia 1988 w Dortmundzie) – czołowy niemiecki piłkarz przełomu lat 50. i 60. Uprawiał także lekkoatletykę.

## Charakterystyka
Sportowiec wszechstronny, był mistrzem młodzików Zachodnich Niemiec w pięcioboju (m.in. biegał na 100 metrów poniżej 11 sekund). Wyszkolenie w takich dziedzinach jak skok wzwyż, bieg przez płotki czy sprint pozwoliło mu nabrać posturę ciała, którą później straszył wszystkich piłkarzy w lidze niemieckiej. Szybki i niezwykle wytrzymały, a jednocześnie bardzo silny zawodnik stał się wzorem dla wielu późniejszych graczy.
Należał do grupy trzech Alfredów (Drei Alfredos) wraz z Alfredem Preißlerem oraz Alfredem Niepieklo.

## Kariera
Rozpoczynał w 1933 roku w klubie Schwarz-Weiss Bülse. Później przez kilka lat grał w różnych młodzieżowych klubach, jednocześnie uprawiając lekkoatletykę. Profesjonalną karierę piłkarską rozpoczął w klubie Holstein Kiel, by następnie przez Fortunę Fortuna Glückstadt trafić do STV Horst-Emscher. W tym klubie spędził 6 lat (1946–1952).
Latem 1952 roku trafił do Dortmundu, gdzie zaczął grać w barwach Borussii. W żółto-czarnych barwach grał przez 8 lat, w tym czasie zdobył dwa mistrzostwa Niemiec. Zagrał w 192 meczach i zdobył 108 bramek dla tego klubu.
Po zakończeniu kariery został nauczycielem w Kolonii, gdzie uczył sportu. Zmarł w Dortmundzie po kilku zawałach serca.

## Reprezentacja
Grał w reprezentacji od 1956 do 1958 roku. Sześciokrotnie reprezentował barwy Republiki Federalnej Niemiec, strzelając dwie bramki. Brał udział w mistrzostwach świata w Szwecji, gdzie zajął ze swoją drużyną 4. miejsce. W kadrze grał z numerem 15.

## Kluby
- Schwarz-Weiß Bülse,
- BSG Bergmannsglück Hassel,
- SC Buer Hassel,
- SC Gelsenkirchen-Buer,
- Holstein Kilonia,
- Fortuna Glückstadt,
- STV Horst-Emscher (1946-52),
- Preußen Münster (1952-53),
- STV Horst-Emscher (1953-54).
- Borussia Dortmund (1954-62)